# Hans Piesbergen

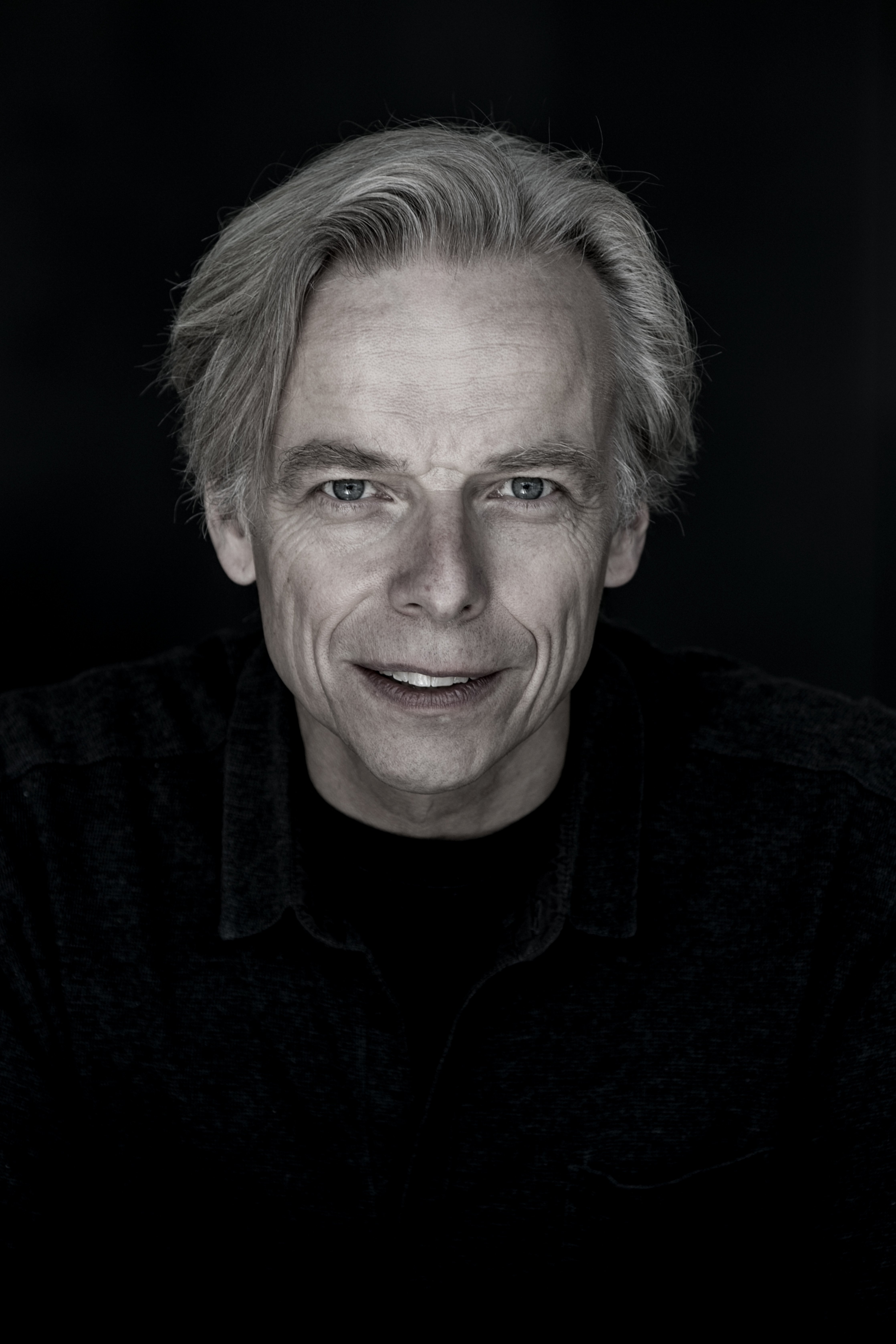
Hans Piesbergen

Hans Piesbergen (* 1961 in Stuttgart) ist ein deutschsprachiger Schauspieler.

## Leben
Hans Piesbergen wuchs ab 1967 in Wien/Österreich auf und lebt seit 1990 wieder in Deutschland. Er spielte an verschiedenen Bühnen in Wien (Volkstheater, Theater in der Josefstadt, Schauspielhaus, Theater Der Kreis, Beinhardt-Ensemble, Rabenhof Theater), war Ensemblemitglied am Bayerischen Staatsschauspiel in München, am Staatstheater Braunschweig, u. a. Er gastierte unter anderem am Schauspiel Frankfurt, Schauspielhaus Düsseldorf, Theater Bonn, am Schlosspark Theater Berlin und war mehrfach auf Tournee.
Unter anderem arbeitete er mit den Regisseuren George Tabori, Robert Lepage, Barrie Kosky, Leander Haußmann, Steven Berkoff, Gavin Quinn und Silvia Armbruster.
In den Jahren 2003 bis 2005 war er Scar in Disneys Der König der Löwen in Hamburg, anschließend König Ludwig XIII. im Musical Drei Musketiere im Theater des Westens, Berlin.
2005 bis 2012 arbeitet er mit Robert Lepage und dessen Theater Ex Machina, Quebec, an dem multilingualen Theaterepos Lipsynch und gastierte mit dieser Produktion weltweit auf Festivals (London, New York, Toronto, Montreal, Sydney, Melbourne, Moskau, Madrid, Neapel, Wien und Taipeh).
Er spielte vielfach im deutschsprachigen Fernsehen wie Tatort, Derrick, Der letzte Zeuge, SOKO Wien, SOKO Leipzig und drehte internationale Kinofilme (u. a. Bandaged, Triptyque, We are Dancers).
Der kanadische Kinofilm Triptyque der Regisseure Robert Lepage und Pedro Pires, in dem er die männliche Hauptrolle spielte, wurde im Herbst 2013 beim Filmfestival in Toronto uraufgeführt, war danach auf den Filmfestivals in Montreal und Santa Barbara (Kalifornien) zu sehen und erlebte seine europäische Erstaufführung bei der Berlinale 2014.
Der britische Kurzfilm We are Dancers von Joe Morris mit Hans Piesbergen in der Hauptrolle „Hansi Sturm“ war 2019 und 2020 bei den Filmfestivals in Cardiff, Sydney, Melbourne, Moskau, Mumbai zu sehen und war unter acht Finalisten des STUDENT ACADEMY AWARD 2020.
Hans Piesbergen wirkte an folgenden Hörbüchern mit: Die Ursache (Thomas Bernhard), Das Bildnis des Dorian Gray (Oscar Wilde), Wahlverwandtschaften (Goethe).
2016-2025 war Hans Piesbergen am T:K-Theater in Kempten fest unter Vertrag als Schauspieler, Regisseur sowie dramaturgischer und organisatorischer Mitarbeiter der künstlerischen Direktorin Silvia Armbruster. Auch weiterhin wird er dort als Gast arbeiten.
Aus seiner entfernten Ähnlichkeit mit David Bowie entstand die szenisch-musikalische Hommage David Bowie-Asteroid 342843 mit 25 Live-Songs (Text: Ernst Konarek, Inszenierung: Silvia Armbruster), die seit 2022 mit großem Erfolg im süddeutschen Raum gespielt wird.

## Filme
- 1986: Strindbergs Früchte (aus der Reihe Tatort)
- 1990: Wiener Blut (aus der Reihe Schwarz Rot Gold)
- 1991: Isoldes tote Freunde (aus der Reihe Derrick)
- 1998: Das Paar des Jahres (Fernsehfilm)
- 2000: Ohne Skrupel (aus der Reihe: Medicopter 117 – Jedes Leben zählt)
- 2000: Gehetzt (aus der Reihe: Medicopter 117 – Jedes Leben zählt)
- 2006: Medicopter 117 – Jedes Leben zählt – Ohne Skrupel
- 2006: Tod eines Tänzers (aus der Reihe Der letzte Zeuge)
- 2009: Bandaged (Regie: Maria Beatty)
- 2011: Thomas (Regie: Robert Lepage / Pedro Pires)
- 2013: Triptyque (Regie: Robert Lepage / Pedro Pires)
- 2013: Herzensbrecher – Vater von vier Söhnen (Fernsehserie, Episode Love-Storys)
- 2015: Droge. Macht
- 2016: SOKO Wien
- 2016: Jeder stirbt für sich allein
- 2017: Tatort: Schock
- 2017: In aller Freundschaft – Die jungen Ärzte (Fernsehserie, Episode Unter die Haut)
- 2019: We Are Dancers (Kinofilm)

## Theaterrollen
- 1983: Vatermord (Bronnen), Regie: Wilfried Baasner, Volkstheater Wien
- 1984: Romeo und Julia (Shakespeare), Regie: Meret Barz & Christoph Emrich, Beinhardt-Ensemble Wien
- 1985: Merlin (Dorst), Regie: Jaroslav Chundela, Volkstheater Wien
- 1985: Frühlings Erwachen (Wedekind), Regie: Meret Barz, Beinhardt-Ensemble Wien
- 1987: Der Eismann kommt (O’Neil), Regie: Martin Fried, Der Kreis/Schauspielhaus Wien
- 1988: Die Räuber (Schiller), Regie: Meret Barz, Beinhardt-Ensemble Wien
- 1989: Verliebte und Verrückte (Shakespeare/Tabori), Regie: George Tabori, Der Kreis/Schauspielhaus Wien
- 1990: Mein Kampf (Tabori), Regie: Martin Fried, Bayerisches Staatsschauspiel München
- 1991: Nathans Tod (Lessing/Tabori), Regie: George Tabori, Bayerisches Staatsschauspiel München
- 1993: Romeo und Julia (Shakespeare), Regie: Leander Haußmann, Bayerisches Staatsschauspiel München
- 1993: Map of Dreams (Shakespeare/Lepage), Regie: Robert Lepage, Bayerisches Staatsschauspiel München
- 1996: Peer Gynt (Ibsen), Regie: Tatjana Reese, Staatstheater Braunschweig
- 1997: Philoktet (Müller), Regie: Karst Woudstra, Staatstheater Braunschweig
- 1998: Wahlverwandtschaften (Goethe/Armbruster), Regie: Silvia Armbruster, Team-Theater München
- 2001: Medea (Euripides/Wolf), Regie: Barrie Kosky, Schauspielhaus Wien
- 2003: Der König der Löwen (Disney), Regie: Julie Taymor, Hafentheater Hamburg
- 2007: Lipsynch (Lepage u. a.), Regie: Robert Lepage, Théâtre Ex Machina - Welttournee
- 2018: Der Sturm (Shakespeare), Regie: Silvia Armbruster, T:K-Theater in Kempten
- 2022: David Bowie Asteroid 342843 (Konarek), Regie: Silvia Armbruster, T:K-Theater in Kempten

## Hörspiele
- 1989: Wolfsspiel-Golbzeit
- 1992: Gottes und des Menschen Zorn
- 1993: Wüstenzeit (Les mariés du désert)
- 1993: Gyges und Kandaules
- 1993: Tod den Geschichten
- 1994: Graf Maluco (2 Teile)
- 1994: Die Nächte von St. Germain (2 Teile)
- 1995: Die Schattenlinie
- 1998: Marita – oder die Unbetrauerte
- 1995: Die Applausmaschine (8 Teile)
- 1995: Futschlinien (2 Teile)
- 1997: Die falsche Sanftmut des Schnees
- 1998: Familienalbum
- 1999: Schrödingers Katze
- 2001: Die fliegende Frieda
- 2002: Meobi
- 2003: Das Hotel zur Sehnsucht
- 2003: Liebes Stück
- 2003: Inspektor Jury spielt Katz und Maus
- 2003: Mondgöttin 513
- 2005: Zwischen den Zeilen
- 2006: Nebelflecken

## Auszeichnungen
- 1982/1983: Karl-Skraup-Preis: Bester Nachwuchs/Nebenrolle
- 1983: Kainz-Medaille: Förderungspreis
- 1984: O.E. Hasse-Preis
- 2010: Nominierung für den Beverly Hills Outlook Award
- 2019: Best Male Lead des Sydney Indie Filmfestivals 2019 für WE ARE DANCERS